# ケルビーノ・アルベルティ

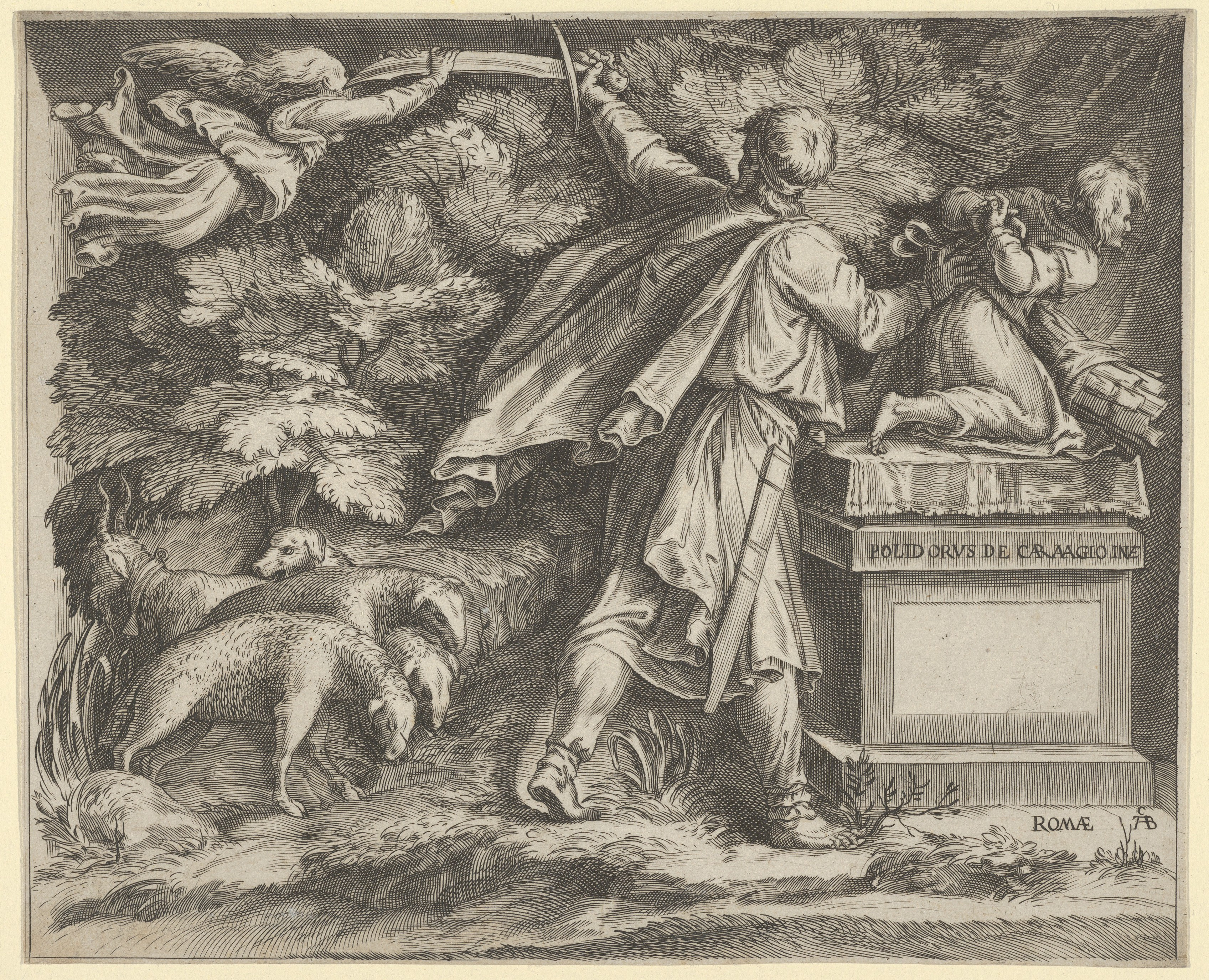
ポリドーロ・ダ・カラヴァッジオの原画によるケルビーノ・アルベルティの版画作品「イサクに剣をかざすアブラハム」

ケルビーノ・アルベルティ（Cherubino Alberti、1553年2月24日 - 1615年10月18日）は、イタリアの版画家、画家である。

## 略歴
イタリア中部、トスカーナのサンセポルクロに生まれた。この街は古くはボルゴ・サンセポルクロ（Borgo San Sepolcro）と呼ばれていて、アルベルティは、ボルゲジャーノ（Borghegiano）の仇名でも呼ばれた。父親のアルベルト・アルベルティ（Alberto Alberti: 1525/1526-1598）は彫刻家で、兄弟のアレサンドロ・アルベルティ（Alessandro Alberti: 1551-1596）とジョヴァンニ・アルベルティ（Giovanni Alberti: 1558-1601）は画家になった。
ローマで版画家のコルネリス・コルト（1533-1578）に学び、版画家になり、アゴスティーノ・カラッチ（1557-1602）やフランチェスコ・ヴィラメナ（Francesco Villamena: 1566-1625）の作品を研究した。1571年から1575年の間は、画家フェデリコ・ツッカリ（1542/1543-1609）やタッデオ・ツッカリ（ 1529年9月1日 - 1566）の作品を版画にするなどし、その後の10年間は、ラファエロやミケランジェロ、ポリドーロ・ダ・カラヴァッジオ（Polidoro da Caravaggio）、アンドレア・デル・サルト、ロッソ・フィオレンティーノ、マルコ・ピノ（Marco Pino）、ペッレグリーノ・ティバルディ、クリストファーノ・ゲラルディ（Cristoforo Gherardi）といった画家たちの作品を版画にした。180点を超える版画を残した。
その後、宮殿や教会のフレスコ画を描くようになった。ケルビーノ・アルベルティの代表作は弟のジョヴァンニ・アルベルティと描いたバチカン宮殿のSala Clementinの装飾画であるとされる。ローマのサンタ・マリア・イン・ヴィア・ラータ教会（Basilica di Santa Maria in Via Lata）の仕事もした。
1611年から1613年の間、アカデミア・ディ・サン・ルカの会長を務めた。1615年にローマで没した。

## 作品

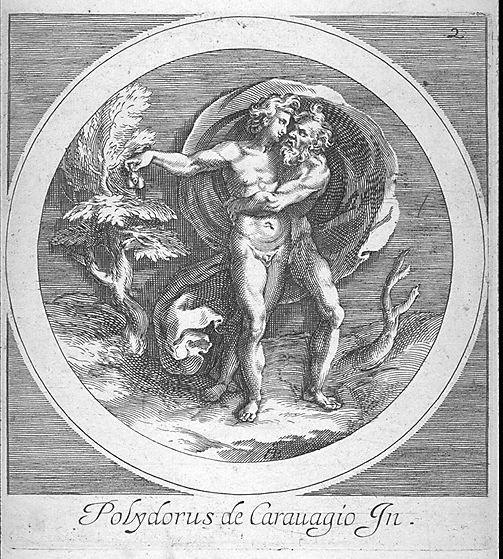
ポリドーロ・ダ・カラヴァッジオの原画による版画、「ガニュメーデースを抱くゼウス」
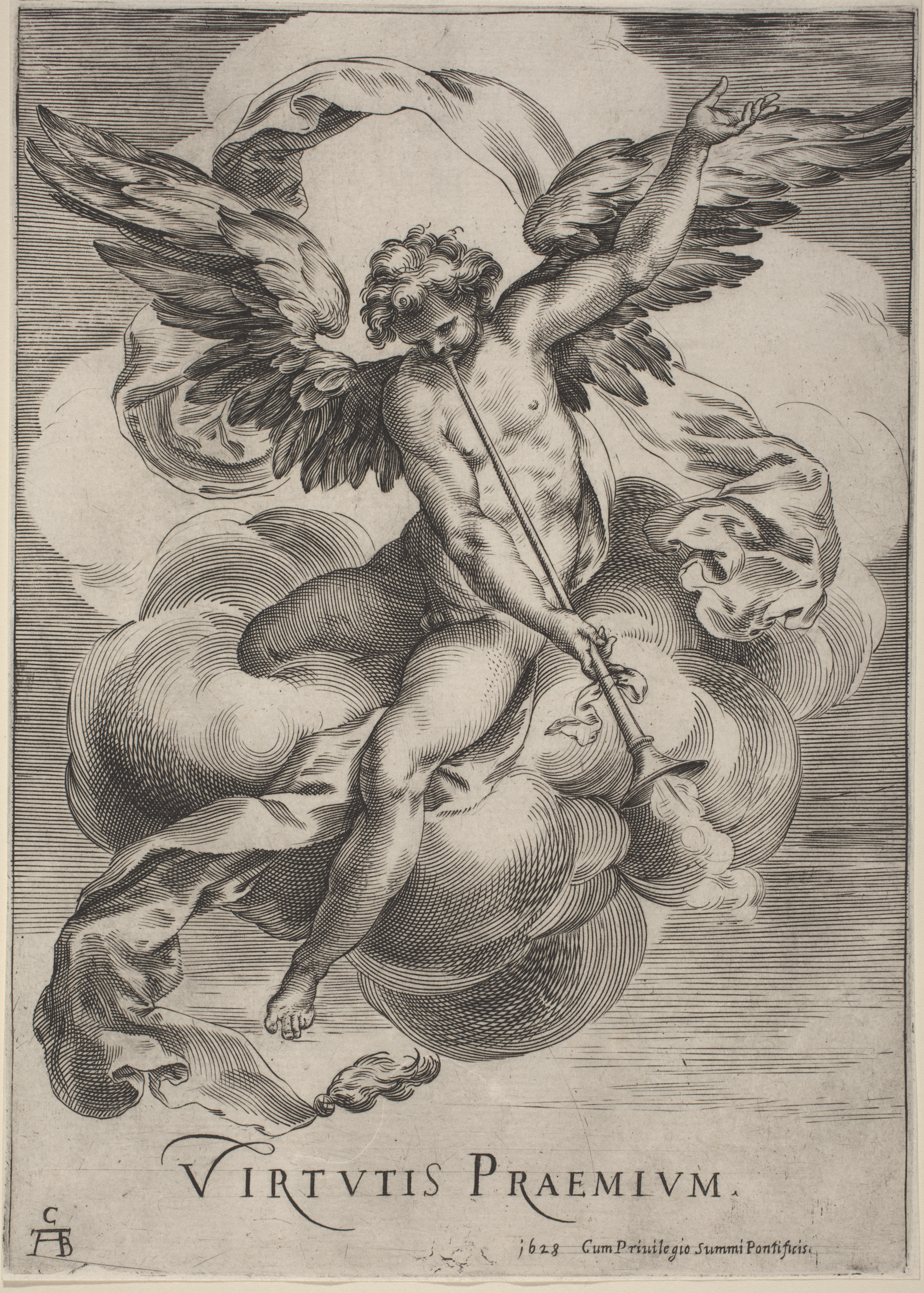
「An Allegorical Figure: Virtutis Praemium 」(1628)
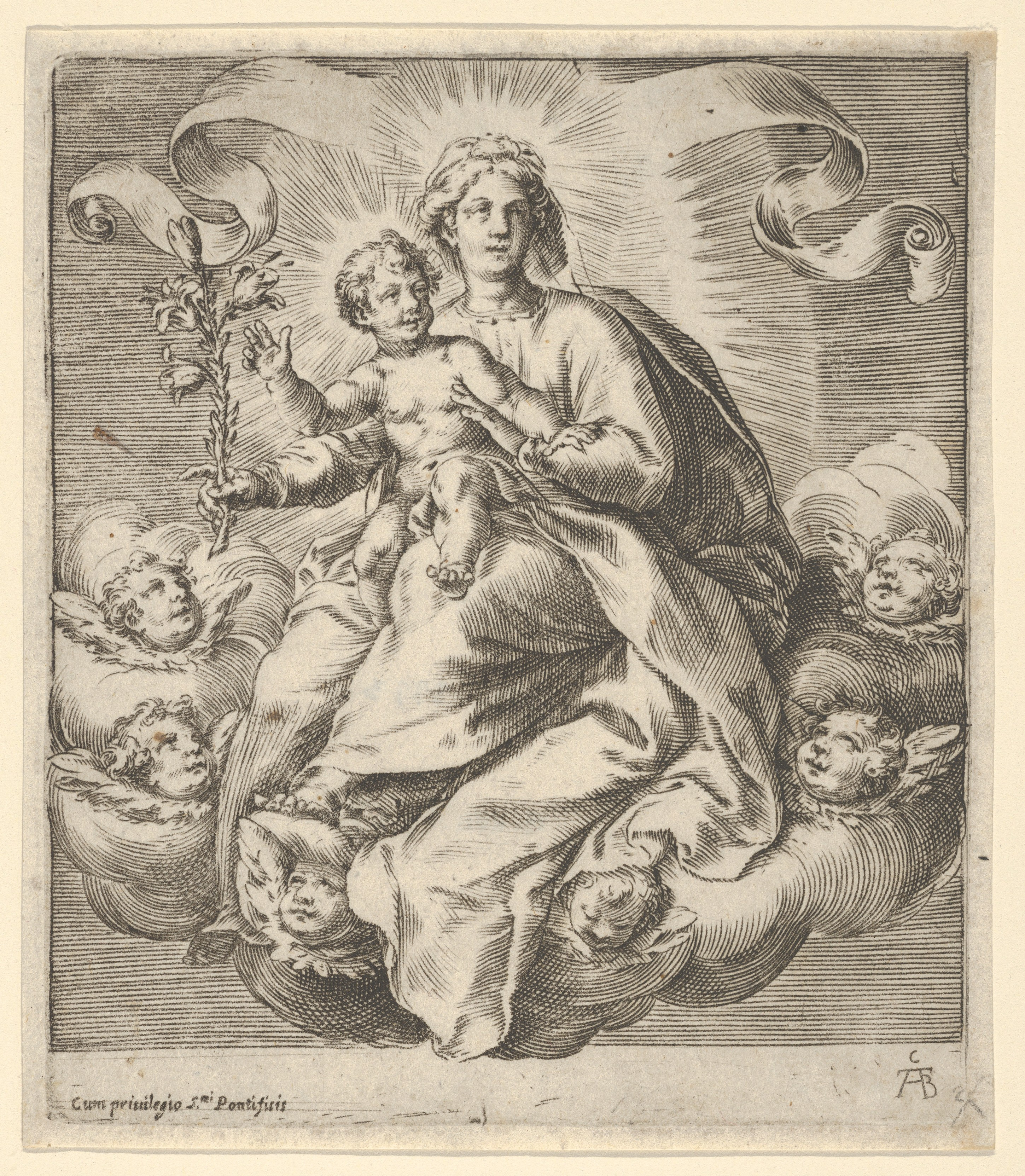
聖母子像